# Yurika Endō
Yurika Endō (japanisch 遠藤 ゆりか Endō Yurika, * 24. Juni 1994 in Tokio) ist eine ehemalige japanische Seiyū und Popmusikerin.
In ihrer aktiven Synchronsprecherkarriere von 2013 bis 2018 hatte sie Rollen in Anime-Serien wie Ace of Diamond, Magimoji Rurumo und Sakura Trick. Im Jahr 2017 sprach sie die Rollen Nozomi Momijidani in Angel’s 3Piece! und Lisa Imai aus dem BanG-Dream!-Franchise. Im Dezember 2017 gab sie aufgrund gesundheitlicher Probleme ihren Rückzug aus der Unterhaltungsbranche für das Jahr 2018 bekannt.

## Biografie
Yurika Endō wurde am 24. Juni 1994 in Japans Hauptstadt Tokio geboren. Laut einem Beitrag auf Twitter wollte sie bereits in ihrer Kindheit Sängerin und Seiyū zu werden. Durch Serien wie Ojamajo Doremi und Cardcaptor Sakura weckte sie ihr Interesse für Anime. Durch ihr Interesse an Manga und Anime verfestigte sich ihr Wunsch Entertainerin zu werden während ihrer Zeit an der Oberschule. Zu dieser Zeit trat sie einer Musikgruppe bei, die Coverversionen von Animeliedern spielte.
Obwohl noch zur Oberschule gehend nahm Endō an der sechsten Austragung des Animax Anison Grand Prix teil und erreichte dort das Finale. Im Anschluss entschied sie an einem Casting des Medienunternehmens PonyCanyon teilzunehmen. Diesen gewann sie und wurde durch die zu PonyCanyon gehörende Künstleragentur Swallow unter Vertrag genommen. Sie bildet mit der Newcomer-Seiyū Karin Takahashi das Gesangsduo Yuki*Kari. Als Sängerin debütierte Endō in der Unterhaltungsbranche im Jahr 2013 mit Yuki*Kari als sie das Lied Kimi to Futari veröffentlichten, das als Abspannlied für die Animeserie The Severing Crime Edge verwendet wurde. Als Synchronsprecherin debütierte sie im gleichen Jahr, als sie die Rolle der Haruno Yoshikawa in der Animeserie Ace of Diamond sprach.
Im Jahr 2014 veröffentlichte Endō ihre erste Single als Solo-Musikerin. Diese heißt Monochrome Overdrive und wurde als Abspanntitel für die Serie Z/X Ignition, in der sie zudem den Charakter Aina Mikage synchronisierte, genutzt. Geschrieben und komponiert wurde das Lied von Hisashi, dem Leadgitarristen der Band Glay. Außerdem verkörperte sie in den Animeserien Sakura Trick und Magimoji Rurumo die Charaktere Rina Sakai bzw. Tanako Kujirai. Ihre zweite Single Futari Chrono Stasis erschien im August 2014 und ist Abspannlied in der Serie Magimoji Rurumo.
Im Jahr 2015 war sie auf dem Anime Festival Asia in Indonesien und in Singapur zu sehen. Im Jahr 2017 wurde sie für die Rolle der Lisa Imai aus dem BanG-Dream!-Franchise gecastet und wurde so Mitglied der Rockband Roselia. In der Animeserie Angel’s 3Piece! sprach sie den Charakter Nozomi Momijidani und wurde Mitglied der Gruppe Baby’s Breath. Auch sprach sie Mitsuki Gero in dem Multimedia-Projekt Onsen Musume.
Im Dezember 2017 gab Endō ihren Rückzug aus der Unterhaltungsbranche für das folgende Jahr aufgrund gesundheitlicher Probleme bekannt. Ihr letzter Auftritt außerhalb Japans fand im Rahmen des Anime Festival Asia im Februar 2018 in Hongkong, ihr letzter Live-Auftritt mit Roselia war im Mai und das letzte Solokonzert am 1. Juni 2018.

## Filmografie
- 2013–2016: Ace of Diamond als Haruno Yoshikawa
- 2014: Magimoji Rurumo als Tanako Kujirai
- 2014: Sakura Trick als Rina Sakai
- 2014: Z/X Ignition als Aina Mikage
- 2015: Comical Psychosomatic Medicine als Asuna Kangoshi (Web-Anime)
- 2016: Kaiju Girls als Reika Shiragane (Web-Anime)
- 2016: Rilu Rilu Fairilu als Haruka
- 2017: BanG Dream! als Lisa Imai
- 2017: Angel’s 3Piece! als Nozomi Momijidani

## Diskografie

### Mit Roselia
- 2017: Black Shout (Single, Bushiroad Music)
- 2017: Re:birth Day (Single, Bushiroad Music)
- 2017: Passionate Starmine (Single, Bushiroad Music)
- 2017: Oneness (Single, Bushiroad Music)
- 2018: Opera of the Wasteland (Single, Bushiroad Music)
- 2018: Anfang (Album, Bushiroad Music)

### Solo
- 2014: Monochrome Overdrive (Single, PonyCanyon)
- 2014: Futari no Chrono Stasis (Single, PonyCanyon)
- 2017: Melody and Flower (Single, PonyCanyon)